# 古川鈊三郎
古川 鈊三郎（ふるかわ しんざぶろう、1872年11月24日〈明治5年10月24日〉 - 1959年〈昭和34年〉1月1日）は、日本の海軍軍人。海兵21期首席。最終階級は海軍中将。

## 経歴
福井県出身。1894年（明治27年）11月、海軍兵学校21期を首席で卒業。少尉候補生として「橋立」に乗り組み日清戦争に従軍。1895年（明治28年）12月に海軍少尉任官。砲術練習所で学んだ。
1899年（明治32年）9月、「摩耶」分隊長となり、「千歳」分隊長、「大和」航海長、海兵幹事、海兵砲術教官、イギリス駐在などを歴任。1904年（明治37年）4月、佐世保鎮守府参謀兼副官として日露戦争を迎えた。1905年（明治38年）1月、海軍少佐に昇進。同年2月、元山防備隊参謀に就任し、第1艦隊参謀、第2艦隊参謀、軍務局員を経て、1907年（明治40年）1月、海軍省副官兼海相秘書官に就任し斎藤実大臣に仕えた。同年9月、軍事参議官副官を兼務し山本権兵衛大将に仕えた。
1908年（明治41年）7月、「壱岐」砲術長兼海軍砲術学校教官となり、横須賀鎮守府付、「朝日」砲術長などを経て、1909年（明治42年）10月、海軍中佐に進級し「壱岐」副長兼砲術学校教官に就任。同年12月、海軍教育本部員に着任し、「宗谷」「河内」の各副長、第1艦隊参謀、「笠置」艦長心得などを経て、1914年（大正3年）12月、海軍大佐に昇進し「笠置」艦長に着任。
1915年（大正4年）7月、軍務局員となり、軍務局第1課長兼第2課長、第3艦隊参謀長などを歴任し、1919年（大正8年）6月、海軍少将に進級し横須賀鎮守府参謀長に就任。1920年（大正9年）12月、人事局長に発令され、軍令部出仕兼海軍省出仕を経て、教育局長に就任し、1923年（大正12年）12月、海軍中将に進んだ。1924年（大正13年）4月、練習艦隊司令官となり、軍令部出仕、舞鶴要港部司令官、佐世保鎮守府司令長官、軍令部出仕を経て、1929年（昭和4年）3月、待命そして予備役に編入された。
1929年7月から1931年（昭和6年）12月まで海軍省事務嘱託を務め、1939年（昭和14年）10月に退役。1941年（昭和16年）10月から翌月まで再度、海軍省事務嘱託となった。
戦後は1947年(昭和22年)11月に公職追放仮指定を受ける。

## 栄典
位階
- 1896年（明治29年）2月10日 - 正八位[2]
- 1898年（明治31年）3月8日 - 従七位[3]
- 1899年（明治32年）10月31日 - 正七位[4]
- 1904年（明治37年）11月11日 - 従六位[5]
- 1909年（明治42年）12月20日 - 正六位[6]
- 1915年（大正4年）2月10日 - 従五位[7]
- 1919年（大正8年）6月20日 - 正五位[8]
- 1923年（大正12年）12月28日 - 従四位[9]
- 1926年（昭和元年）12月28日 - 正四位[10]
- 1929年（昭和4年）4月15日 - 従三位[11]

勲章
- 1895年（明治28年）11月18日 - 勲六等瑞宝章[12]・明治二十七八年従軍記章[13]
- 1905年（明治38年）11月30日 - 勲四等瑞宝章[14]
- 1906年（明治39年）4月1日 - 功四級金鵄勲章・旭日小綬章・明治三十七八年従軍記章[15]
- 1914年（大正3年）5月16日 - 勲三等瑞宝章[16]
- 1920年（大正9年）11月1日 - 勲二等旭日重光章[17]・戦捷記章[18]
- 1940年（昭和15年）8月15日 - 紀元二千六百年祝典記念章[19]